# Nummer 1-hits in de Billboard Hot 100 in 1993
Deze hits stonden in 1993 op nummer 1 in de Billboard Hot 100.
| Datum        | Artiest                     | Titel                                          |
| ------------ | --------------------------- | ---------------------------------------------- |
| 2 januari    | Whitney Houston             | I will always love you                         |
| 9 januari    | Whitney Houston             | I will always love you                         |
| 16 januari   | Whitney Houston             | I will always love you                         |
| 23 januari   | Whitney Houston             | I will always love you                         |
| 30 januari   | Whitney Houston             | I will always love you                         |
| 6 februari   | Whitney Houston             | I will always love you                         |
| 13 februari  | Whitney Houston             | I will always love you                         |
| 20 februari  | Whitney Houston             | I will always love you                         |
| 27 februari  | Whitney Houston             | I will always love you                         |
| 6 maart      | Peabo Bryson & Regina Belle | A whole new world (Aladdin's theme)            |
| 13 maart     | Snow                        | Informer                                       |
| 20 maart     | Snow                        | Informer                                       |
| 27 maart     | Snow                        | Informer                                       |
| 3 april      | Snow                        | Informer                                       |
| 10 april     | Snow                        | Informer                                       |
| 17 april     | Snow                        | Informer                                       |
| 24 april     | Snow                        | Informer                                       |
| 1 mei        | Silk                        | Freak me                                       |
| 8 mei        | Silk                        | Freak me                                       |
| 15 mei       | Janet Jackson               | That's the way love goes                       |
| 22 mei       | Janet Jackson               | That's the way love goes                       |
| 29 mei       | Janet Jackson               | That's the way love goes                       |
| 5 juni       | Janet Jackson               | That's the way love goes                       |
| 12 juni      | Janet Jackson               | That's the way love goes                       |
| 19 juni      | Janet Jackson               | That's the way love goes                       |
| 26 juni      | Janet Jackson               | That's the way love goes                       |
| 3 juli       | Janet Jackson               | That's the way love goes                       |
| 10 juli      | SWV                         | Weak                                           |
| 17 juli      | SWV                         | Weak                                           |
| 24 juli      | UB40                        | Can't help falling in love                     |
| 31 juli      | UB40                        | Can't help falling in love                     |
| 7 augustus   | UB40                        | Can't help falling in love                     |
| 14 augustus  | UB40                        | Can't help falling in love                     |
| 21 augustus  | UB40                        | Can't help falling in love                     |
| 28 augustus  | UB40                        | Can't help falling in love                     |
| 4 september  | UB40                        | Can't help falling in love                     |
| 11 september | Mariah Carey                | Dreamlover                                     |
| 18 september | Mariah Carey                | Dreamlover                                     |
| 25 september | Mariah Carey                | Dreamlover                                     |
| 2 oktober    | Mariah Carey                | Dreamlover                                     |
| 9 oktober    | Mariah Carey                | Dreamlover                                     |
| 16 oktober   | Mariah Carey                | Dreamlover                                     |
| 23 oktober   | Mariah Carey                | Dreamlover                                     |
| 30 oktober   | Mariah Carey                | Dreamlover                                     |
| 6 november   | Meat Loaf                   | I'd do anything for love (but I won't do that) |
| 13 november  | Meat Loaf                   | I'd do anything for love (but I won't do that) |
| 20 november  | Meat Loaf                   | I'd do anything for love (but I won't do that) |
| 27 november  | Meat Loaf                   | I'd do anything for love (but I won't do that) |
| 4 december   | Meat Loaf                   | I'd do anything for love (but I won't do that) |
| 11 december  | Janet Jackson               | Again                                          |
| 18 december  | Janet Jackson               | Again                                          |
| 25 december  | Mariah Carey                | Hero                                           |

1940 ·
1941 · 
1942 ·
1943 ·
1944 ·
1945 ·
1946 ·
1947 ·
1948 ·
1949 ·
1950 ·
1951 ·
1952 ·
1953 ·
1954 ·
1955 ·
1956 ·
1957 ·
1958 ·
1959 ·
1960 ·
1961 ·
1962 ·
1963 ·
1964 ·
1965 ·
1966 ·
1967 ·
1968 ·
1969 ·
1970 ·
1971 ·
1972 ·
1973 ·
1974 ·
1975 ·
1976 ·
1977 ·
1978 ·
1979 ·
1980 ·
1981 ·
1982 ·
1983 ·
1984 ·
1985 ·
1986 ·
1987 ·
1988 ·
1989 ·
1990 ·
1991 ·
1992 ·
1993 ·
1994 ·
1995 ·
1996 ·
1997 ·
1998 ·
1999 ·
2000 ·
2001 ·
2002 ·
2003 ·
2004 ·
2005 ·
2006 ·
2007 ·
2008 ·
2009 ·
2010 ·
2011 ·
2012 ·
2013 ·
2014 ·
2015 ·
2016 ·
2017 ·
2018 ·
2019 ·
2020 ·
2021 ·
2022 ·
2023
- Nederland (Top 40)
- Nederland (Single Top 100)
- Vlaanderen (Radio 2 Top 30)
- Australië
- Duitsland
- Frankrijk
- Italië
- Verenigd Koninkrijk
- Verenigde Staten (Hot 100)